# Џонсбург (Илиноис)
Џонсбург (енгл. Johnsburg) град је у америчкој савезној држави Илиноис.

## Демографија
По попису из 2010. године број становника је 6.337, што је 946 (17,5%) становника више него 2000. године.
| Група             | 2000.         | 2010.         |
| Белци             | 5.264 (97,6%) | 6.007 (94,8%) |
| Афроамериканци    | 7 (0,1%)      | 23 (0,4%)     |
| Азијати           | 10 (0,2%)     | 41 (0,6%)     |
| Хиспаноамериканци | 82 (1,5%)     | 213 (3,4%)    |
| Укупно            | 5.391         | 6.337         |